# Epistauropus
Epistauropus is een geslacht van vlinders van de familie tandvlinders (Notodontidae).

## Soorten
- E. apiculatus Rothschild, 1917
- E. vinaceus Moore, 1879